# Forêts décidues d'altitude du Nihonkai
Localisation
Les forêts décidues d'altitude du Nihonkai forment une écorégion terrestre définie par le Fonds mondial pour la nature (WWF), qui appartient au biome des forêts de feuillus et forêts mixtes tempérées de l'écozone paléarctique. Elle englobe les régions de moyenne altitude de l'île d'Honshū orientées vers la mer du Japon (Nihonkai), ainsi que la péninsule d'Oshima sur Hokkaidō.